# VLC media player
VLC media player е безплатен мултимедиен плейър с отворен код, разработен от организацията с нестопанска цел VideoLAN. VLC поддържа почти всички известни медийни формати за видео и аудио, DVD и Video CD. Програмата предлага гледане на поточно видео от отдалечени компютри и сървъри без загуба на качеството. VLC поддържа много различни езици, работи бързо и разполага с различни видове графичен дизайн.
VLC е програма, която е съвместима с много операционни системи (Windows, macOS, GNU/Linux, NetBSD, OpenBSD, FreeBSD, Solaris, QNX и други). Има и версии за Android и iOS.
Вградени са множество кодеци, необходими за възпроизвеждането на повечето разпространени аудио и видео формати, което премахва нуждата от тяхното допълнително инсталиране.
Освен възпроизвеждане има възможност за излъчване на мултимедия в мрежата, както на файл или списък от файлове, така и на сигнал от уеб камерата или ТВ тунера.